# Susanne Höfler
Susanne Höfler (* 1956 in Freiburg im Breisgau) ist eine deutsche Malerin, Zeichnerin und Grafikerin.

## Leben und Schaffen
Höfler hat ein Grafikstudium an der Hochschule der Künste Berlin absolviert. Sie ist eine freie Künstlerin, die großen Wert auf handwerkliche Details legt: Sie optimiert schon beim Entwurf die Proportionen und investiert viel Zeit, um am nahezu fertigen Bild Schraffuren auszuführen. Selbst bei ihren schnell dahingeworfen wirkenden Skizzen und den mit Bleistift gezeichneten Künstlerporträts demonstriert sie ihren Professionalismus.
Häufig wiederkehrende Motive sind Menschen, Wasser und fantastisch realistische Fische. Ihre Porträts werden durch Abstraktionen belebt, wobei sie gelegentlich auch Unschönes thematisiert, wie Krankheit, Alter und Verletzungen. Als Ehefrau des Tübinger Jazzmusikers Dizzy Krisch befasst sie sich in ihrer künstlerischen Arbeit, ebenso wie ihre Schwester, die Bassistin Karoline Höfler, intensiv mit Jazz, dessen Musikern und deren Instrumenten. Sie gestaltet zum Beispiel Plakate und Platten-Cover oder bildet Musik in weitgehend abstrakten Bildern ab. In ihrem Meisterwerk doppelgelbton aus dem Jahr 2009 zeigt sie zwei Trompeten, die gleichzeitig spielen, wobei die Gelbtöne des spiegelblanken Messings und die runden Formen den Klang der Trompete visualisieren.
Als Auftragsmalerei erstellt sie Porträts sowie Decken- und Wandbilder: zum Beispiel wurde 2005 ihr Porträt der Professorin Evamarie Sander in der Tübinger Professorengalerie enthüllt, in der sonst vor allem männliche Bildnisse hängen. Es zeigt die Biologin umgeben von Gegenständen ihres Berufslebens: Mit ihrer linken Hand stützt sie sich auf ein Modell des Tabakmosaikvirus, unter dem die Schriften von Frederick Bawden, Plinius dem Älteren und Aristoteles liegen. Mit ihrer rechten Hand hält die Phytopathologin ein von einem Virus infiziertes Tabakblatt.
Ihre Wandbilder haben oft übergroße Formate, so zum Beispiel das Bild Instrumente des Jazz, die die gesamte Wand des Tübinger Jazzkellers schmückt. Auch in Treppenhäusern, Friseursalons oder privaten Räumen finden sich ihre Wandbilder mit kundenspezifischen Themen. Susanne Höfler bietet als Zeichenlehrerin auch Kurse für Akt- und Portraitmalerei an und gestaltet Internetseiten für Musiker und Künstler.